# سبنسر ريدفورد
سبنسر ريدفورد (بالإنجليزية: Spencer Redford)‏ هي ممثلة أمريكية، ولدت في 10 أغسطس 1983 في روتشستر في الولايات المتحدة.

## وصلات خارجية
- سبنسر ريدفورد على موقع IMDb (الإنجليزية)
- سبنسر ريدفورد على موقع ألو سيني (الفرنسية)
- سبنسر ريدفورد على موقع ميوزك برينز (الإنجليزية)
- سبنسر ريدفورد على موقع أول موفي (الإنجليزية)
- سبنسر ريدفورد على موقع قاعدة بيانات الفيلم (الإنجليزية)
- سبنسر ريدفورد على موقع كينوبويسك (الروسية)